# Lijst van voetbalinterlands Australië - Uruguay
Deze lijst van voetbalinterlands is een overzicht van alle officiële voetbalwedstrijden tussen de nationale teams van Australië en Uruguay. De landen speelden tot op heden negen keer tegen elkaar. De eerste ontmoeting, een vriendschappelijke wedstrijd, werd gespeeld in Melbourne op 25 april 1974. Voor beide teams was dit een oefenwedstrijd in de voorbereiding op het Wereldkampioenschap voetbal 1974. Het laatste duel, eveneens een vriendschappelijke wedstrijd, vond plaats op 2 juni 2007 in Sydney.

## Wedstrijden
| № | Plaats     | Datum            | Competitie                   | Wedstrijd           | Uitslag |
| - | ---------- | ---------------- | ---------------------------- | ------------------- | ------- |
| 1 | Melbourne  | 25 april 1974    | Vriendschappelijk            | Australië – Uruguay | 0 – 0   |
| 2 | Sydney     | 27 april 1974    | Vriendschappelijk            | Australië – Uruguay | 2 – 0   |
| 3 | Montevideo | 21 juni 1992     | Vriendschappelijk            | Uruguay – Australië | 2 – 0   |
| 4 | Riyad      | 19 december 1997 | FIFA Confederations Cup 1997 | Uruguay – Australië | 0 – 1   |
| 5 | Melbourne  | 20 november 2001 | WK 2002 kwalificatie         | Australië – Uruguay | 1 – 0   |
| 6 | Montevideo | 25 november 2001 | WK 2002 kwalificatie         | Uruguay – Australië | 3 – 0   |
| 7 | Montevideo | 12 november 2005 | WK 2006 kwalificatie         | Uruguay – Australië | 1 – 0   |
| 8 | Sydney     | 16 november 2005 | WK 2006 kwalificatie         | Australië – Uruguay | 1 – 0   |
| 9 | Sydney     | 2 juni 2007      | Vriendschappelijk            | Australië – Uruguay | 1 – 2   |

## Samenvatting
| Competitie              | Totaal gespeeld | Winst Australië | Gelijk | Winst Uruguay | Doelsaldo Australië – Uruguay |
| ----------------------- | --------------- | --------------- | ------ | ------------- | ----------------------------- |
| WK-kwalificatie         | 4               | 2               | 0      | 2             | 2 − 4                         |
| FIFA Confederations Cup | 1               | 1               | 0      | 0             | 1 − 0                         |
| Vriendschappelijk       | 4               | 1               | 1      | 2             | 3 − 4                         |
| Totaal                  | 9               | 4               | 1      | 4             | 6 − 8                         |

Wedstrijden bepaald door strafschoppen worden, in lijn met de FIFA, als een gelijkspel gerekend.

## Details

### Eerste ontmoeting
| Vriendschappelijk (Melbourne, Australië, 25 april 1974): |       |         |
| Australië                                                | 0 – 0 | Uruguay |
|                                                          | goals |         |

### Tweede ontmoeting
| Vriendschappelijk (Sydney, Australië, 27 april 1974): |       |         |
| Australië                                             | 2 – 0 | Uruguay |
| Ray Baartz 59' Peter Ollerton 84'                     | goals |         |

### Derde ontmoeting
| Vriendschappelijk (Montevideo, Uruguay, 21 juni 1992): |       |           |
| Uruguay | 2 – 0 | Australië |
| Sergio Martínez 74' Alejandro Larrea 84' | goals |           |
| - Debuut van Robert Siboldi (Atlas FC), Marcelo Saralegui (Club Nacional), Alejandro Larrea (Central Español) en Claudio Morena (Racing Club de Montevideo) voor Uruguay. |       |           |

### Vierde ontmoeting
| FIFA Confederations Cup 1997 (Riyad, Saoedi-Arabië, 19 december 1997): |       |                  |
| Uruguay                                                                | 0 – 1 | Australië        |
|                                                                        | goals | 92' Harry Kewell |

### Vijfde ontmoeting
| WK 2002 kwalificatie (Melbourne, Australië, 20 november 2001): |       |         |
| Australië                                                      | 1 – 0 | Uruguay |
| Kevin Muscat 79' (pen.)                                        | goals |         |

### Zesde ontmoeting
| WK 2002 kwalificatie (Montevideo, Uruguay, 25 november 2001):                                                        |       |           |
| Uruguay | 3 – 0 | Australië |
| Darío Silva 14' Richard Morales 70' Richard Morales 90'                                                              | goals |           |
| - Uruguay plaatst zich voor Wereldkampioenschap voetbal 2002 op basis van een 3-1-overwinning over twee wedstrijden. |       |           |

### Zevende ontmoeting
| WK 2006 kwalificatie (Montevideo, Uruguay, 12 november 2005): |       |           |
| Uruguay | 1 – 0 | Australië |
| Darío Rodríguez 36' | goals |           |
| - Doelman Fabián Carini van Uruguay evenaart het record van Cayetano Saporiti (1905-1918) door voor de zestiende keer zijn doel "schoon" te houden. - Australië onder leiding van bondscoach Guus Hiddink. |       |           |

### Achtste ontmoeting
| WK 2006 kwalificatie (Sydney, Australië, 16 november 2005):     |                     |                                                                   |
| Australië                                                       | 1 – 0               | Uruguay                                                           |
| Mark Bresciano 35'                                              | goals               |                                                                   |
| Harry Kewell Lucas Neill Tony Vidmar Mark Viduka John Aloisi    | strafschoppen 4 – 2 | Darío Rodríguez Gustavo Varela Fabián Estoyanoff Marcelo Zalayeta |
| - Australië plaatst zich voor Wereldkampioenschap voetbal 2006. |                     |                                                                   |

### Negende ontmoeting
| Vriendschappelijk (Sydney, Australië, 2 juni 2007): |              | |
| Australië | 1 – 2        | Uruguay |
| Mile Sterjovski 6' | goals        | 40' Diego Forlán 77' Álvaro Recoba |
| Graham Arnold | bondscoach   | Oscar Tabárez |
| Brad Jones Brett Emerton Lucas Neill Patrick Kisnorbo 84' Michael Thwaite Carl Valeri Luke Wilkshire Jason Čulina 70' Mile Sterjovski 54' Brett Holman 61' Scott McDonald | opstellingen | Fabián Carini Carlos Diogo Diego Lugano 28' Andrés Scotti Darío Rodríguez 46' Diego Pérez Pablo Gabriel García 73' Cristian Rodríguez 82' Álvaro Recoba 89' Diego Forlán Vicente Sánchez |
| Ryan Griffiths 54' Archie Thompson 61' Nick Carle 70' Daniel Allsopp 84'                                                                                                  | wissels      | 28' Jorge Fucile 46' Guillermo Giacomazzi 73' Fabián Canobbio 82' Sebastián Abreu 82' Fabián Estoyanoff                                                                                  |
| Michael Thwaite 8' Brett Emerton 68' Luke Wilkshire 87' | gele kaarten | 24' Carlos Diogo 68' Dario Rodríguez 78' Guillermo Giacomazzi |

FFA · A-internationals · Selecties · Bondscoaches · Australisch vrouwenelftal · Australië U21 · Australië U20 · Australië U19 · Australië U18 · Australië U17
1920 – 1929 · 
1930 – 1939 · 
1940 – 1949 · 
1950 – 1959 · 
1960 – 1969 · 
1970 – 1979 · 
1980 – 1989 · 
1990 – 1999 · 
2000 – 2009 · 
2010 – 2019 ·
2020 − 2029
WK 1974 ·
WK 2006 ·
WK 2010 · 
WK 2014 · 
WK 2018
OS 1956 · 
OS 1988 · 
OS 1992 · 
OS 1996 · 
OS 2000 · 
OS 2004 · 
OS 2008 · 
OS 2020
1922 ·
1923 · 
1924 · 
1925–1932 ·
1933 ·
1934–1935 ·
1936 ·
1937 ·
1938 ·
1939–1946 ·
1947 · 
1948 · 
1949 ·
1950 · 
1951–1953 ·
1954 · 
1955 · 
1956 · 
1957 ·
1958 · 
1959–1964 · 
1965 · 
1966 ·
1967 ·
1968 ·
1969 · 
1970 · 
1971 ·
1972 · 
1973 · 
1974 · 
1975 · 
1976 · 
1977 · 
1978 · 
1979 · 
1980 · 
1981 · 
1982 · 
1983 · 
1984 · 
1985 · 
1986 · 
1987 · 
1988 · 
1989 · 
1990 · 
1991 · 
1992 · 
1993 · 
1994 · 
1995 · 
1996 · 
1997 · 
1998 · 
1999 · 
2000 · 
2001 · 
2002 · 
2003 · 
2004 · 
2005 · 
2006 · 
2007 · 
2008 · 
2009 · 
2010 · 
2011 · 
2012 · 
2013 ·
2014 · 
2015 · 
2016 ·
2017 ·
2018 ·
2019 ·
2020 ·
2021
Amerikaans-Samoa ·
Argentinië ·
Bahrein ·
Bangladesh ·
België ·
Brazilië ·
Bulgarije ·
Cambodja ·
Canada ·
Chili ·
China ·
Colombia ·
Cookeilanden ·
Costa Rica ·
DDR ·
Denemarken ·
Duitsland ·
Ecuador ·
Egypte ·
Engeland ·
Fiji ·
Filipijnen ·
Frankrijk ·
Ghana ·
Griekenland ·
Guam ·
Honduras ·
Hongarije ·
Hongkong ·
Ierland ·
India ·
Indonesië ·
Irak ·
Iran ·
Israël ·
Italië ·
Jamaica ·
Japan ·
Jordanië ·
Kameroen ·
Kenia ·
Kirgizië ·
Koeweit ·
Kroatië ·
Libanon ·
Liechtenstein ·
Maleisië ·
Marokko ·
Mexico ·
Nederland ·
Nepal ·
Nieuw-Caledonië ·
Nieuw-Zeeland ·
Nigeria ·
Noord-Ierland ·
Noord-Korea ·
Noord-Macedonië ·
Noorwegen ·
Oezbekistan ·
Oman ·
Palestina ·
Papoea-Nieuw-Guinea ·
Paraguay ·
Peru ·
Polen ·
Qatar ·
Roemenië ·
Salomonseilanden ·
Samoa ·
Saoedi-Arabië ·
Schotland ·
Servië ·
Singapore ·
Slovenië ·
Slowakije ·
Spanje ·
Syrië ·
Tadzjikistan ·
Tahiti ·
Taiwan ·
Thailand ·
Tonga ·
Tsjechië ·
Tsjecho-Slowakije ·
Tunesië ·
Turkije ·
Uruguay ·
Vanuatu ·
Venezuela ·
Verenigde Arabische Emiraten ·
Verenigde Staten ·
Vietnam ·
Wales ·
Zimbabwe ·
Zuid-Afrika ·
Zuid-Korea ·
Zuid-Vietnam ·
Zweden ·
Zwitserland
Amerikaans-Samoa (2001) · 
Argentinië (2022) ·
Brazilië (1997) · 
Brazilië (2006) · 
Chili (2014) · 
Denemarken (2018) · 
Denemarken (2022) · 
Duitsland (2010) · 
Frankrijk (2018) · 
Italië (2006) · 
Japan (2006) · 
Kroatië (2006) · 
Nederland (2014) · 
Peru (2018) · 
Spanje (2014) · 
Zuid-Korea (2015, 2)
AUF · A-internationals · Selecties · Bondscoaches · Uruguayaans vrouwenelftal · Olympisch elftal · Uruguay U21 · Uruguay U20 · Uruguay U19 · Uruguay U18 · Uruguay U17
1900 – 1909 ·
1910 – 1919 ·
1920 – 1929 ·
1930 – 1939 ·
1940 – 1949 ·
1950 – 1959 ·
1960 – 1969 ·
1970 – 1979 ·
1980 – 1989 ·
1990 – 1999 ·
2000 – 2009 ·
2010 – 2019 ·
2020 – 2029
WK 1930 · 
WK 1950 · 
WK 1954 · 
WK 1962 · 
WK 1966 · 
WK 1970 ·
WK 1974 · 
WK 1986 · 
WK 1990 · 
WK 2002 · 
WK 2010 · 
WK 2014 · 
WK 2018
OS 1924 · 
OS 1928 ·
OS 2012
1902 · 
1903 · 
1904 · 
1905 · 
1906 · 
1907 · 
1908 · 
1909 ·
1910 · 
1911 · 
1912 · 
1913 · 
1914 · 
1915 · 
1916 · 
1917 · 
1918 · 
1919 ·
1920 · 
1921 · 
1922 · 
1923 · 
1924 · 
1925 · 
1926 · 
1927 · 
1928 · 
1929 ·
1930 · 
1931 · 
1932 · 
1933 · 
1934 · 
1935 · 
1936 · 
1937 · 
1938 · 
1939 ·
1940 · 
1941 · 
1942 · 
1943 · 
1944 · 
1945 · 
1946 · 
1947 · 
1948 · 
1949 ·
1950 · 
1951 · 
1952 · 
1953 · 
1954 · 
1955 · 
1956 · 
1957 · 
1958 · 
1959 ·
1960 · 
1961 · 
1962 · 
1963 · 
1964 · 
1965 · 
1966 · 
1967 · 
1968 · 
1969 ·
1970 · 
1971 · 
1972 · 
1973 · 
1974 · 
1975 · 
1976 · 
1977 · 
1978 · 
1979 ·
1980 · 
1981 · 
1982 · 
1983 · 
1984 · 
1985 · 
1986 · 
1987 · 
1988 · 
1989 ·
1990 ·
1991 · 
1992 · 
1993 · 
1994 · 
1995 · 
1996 · 
1997 · 
1998 · 
1999 · 
2000 · 
2001 · 
2002 · 
2003 · 
2004 · 
2005 · 
2006 · 
2007 · 
2008 · 
2009 · 
2010 · 
2011 · 
2012 · 
2013 · 
2014 · 
2015 · 
2016 ·
2017 ·
2018 ·
2019 ·
2020 ·
2021 ·
2022 ·
2023 ·
2024
Algerije ·
Angola ·
Argentinië ·
Australië ·
België ·
Bolivia ·
Brazilië ·
Bulgarije ·
Canada ·
Chili ·
China ·
Colombia ·
Costa Rica ·
Cuba ·
DDR ·
Denemarken ·
Duitsland ·
Ecuador ·
Egypte ·
Engeland ·
Estland ·
 Finland ·
Frankrijk ·
Georgië ·
Ghana ·
Guatemala ·
Haïti ·
Honduras ·
Hongarije ·
Ierland ·
India ·
Indonesië ·
Irak ·
Iran ·
Israël ·
Italië ·
Ivoorkust ·
Jamaica ·
Japan ·
Joegoslavië ·
Jordanië ·
Libië ·
Luxemburg ·
Maleisië ·
Mexico ·
Marokko ·
Nederland ·
Nicaragua ·
Nieuw-Zeeland ·
Nigeria ·
Noord-Ierland ·
Noorwegen ·
Oekraïne ·
Oezbekistan ·
Oman ·
Oostenrijk ·
Panama ·
Paraguay ·
Peru ·
Polen ·
Portugal ·
Roemenië ·
Rusland ·
Saarland ·
Saoedi-Arabië ·
Schotland ·
Senegal ·
Servië & Montenegro ·
Singapore ·
Slovenië ·
Sovjet-Unie ·
Spanje ·
Tahiti ·
Thailand ·
Trinidad en Tobago · 
Tsjechië ·
Tsjecho-Slowakije ·
Tunesië · 
Turkije ·
Venezuela ·
Verenigde Arabische Emiraten ·
Verenigde Staten ·
Wales ·
Zuid-Afrika ·
Zuid-Korea ·
Zweden ·
Zwitserland
Argentinië (1986) ·
België (1990) ·
Brazilië (1950) · 
Colombia (2014) ·
Costa Rica (2014) ·
Denemarken (1986) ·
Denemarken (2002) ·
Duitsland (2010) ·
Egypte (2018) ·
Engeland (2014) ·
Frankrijk (2002) ·
Frankrijk (2010) ·
Frankrijk (2018) ·
Ghana (2010) ·
Italië (1990) ·
Italië (2014) ·
Mexico (2010) ·
Nederland (1974) ·
Nederland (2010) ·
Portugal (2018) ·
Rusland (2018) ·
Saoedi-Arabië (2018) ·
Schotland (1986) ·
Senegal (2002) ·
Spanje (1990) ·
West-Duitsland (1986) ·
Zuid-Afrika (2010) ·
Zuid-Korea (1990) ·
Zuid-Korea (2010)